# Nicktoons: Globs of Doom
SpongeBob SquarePants featuring Nicktoons: Globs of Doom é a sequência lançada em 2008 de 2005 Nicktoons Unite!, 2006 Nicktoons: Battle for Volcano Island e 2007 Nicktoons: Attack of the Toybots. Personagens de SpongeBob SquarePants, The Adventures of Jimmy Neutron: Boy Genius, Tak e a Magia de Juju, Danny Phantom, e Invader Zim aparessem no jogo. Foi lançado em 20 de outubro de 2008.